# سوزان هارت
سوزان هارت (بالإنجليزية: Susanne Hart)‏ (مواليد 1927 في فيينا، النمسا - 2010) المعروفة أيضا بالإسم القصير سو هارت أو سوزان هارثورن، كانت طبيبة بيطرية جنوب أفريقية وعالمة بيئية.
هي الأصل في سنوات «داكتاري» (بالسواحلية Daktari تعني دكتور) والتي مهدت لحركة حماية الحيوانات والنباتات في أفريقيا وأفسحت الطريق أمام وعي جماعي حقيقي.

## وصلات خارجية
- قائمة كتبها